# Pasqual Donat i Llopis
Pasqual Donat i Llopis (Ontinyent, 4 d'abril de 1968) és un exfutbolista i entrenador valencià. Com a futbolista ocupava la posició de defensa.

## Trajectòria
Pasqual Donat va iniciar-se a les files del club de la seua ciutat natal, l'Ontinyent, fins que en 1986 va ser fitxat per l'Alzira. La seua joventut i la seua progressió van cridar l'atenció del Sevilla FC, que l'hi incorpora al seu filial a la campanya 87/88.
Tot i que formava amb el Sevilla Atlético, va debutar en primera divisió amb els andalusos eixa mateixa temporada 87/88. El 1989 puja definitivament al Sevilla, tot i que ens els tres anys següents no passaria de la suplència.
L'estiu de 1992 deixa el conjunt sevillista i fitxa pel Vila-real CF, en aquella època en Segona Divisió. Des de l'inici es fa amb la titularitat i en peça clau de l'equip groguet. El d'Ontinyent va ser un dels jugadors més carismàtics del Vila-real a la dècada dels 90, amb més de 200 partits de lliga, entre Primera i Segona Divisió. A la temporada 99/00 només juga dos partits i posa fi a la seua etapa al Vila-real.
A partir d'aquest moment, la seua carrera prossegueix per equips valencians de Segona B i Tercera, com el Borriana (00/02), Ontinyent (02/03), Alcoià (03/05), Dénia (05/06), Novelda (05/06) i Atzeneta d'Albaida, on es retira el 2006.
Després de penjar les botes, Pasqual Donat retorna al Vila-real CF en qualitat d'entrenador dels equips filials. Es fa càrrec primer del Juvenil i després de l'equip B, amb qui aconsegueix l'ascens a Segona B el 2007.